# Neophaenis trinitatis
Neophaenis trinitatis är en fjärilsart som beskrevs av Embrik Strand 1921. Neophaenis trinitatis ingår i släktet Neophaenis och familjen nattflyn. Inga underarter finns listade i Catalogue of Life.